# Prince-Edward (ancienne circonscription fédérale)
Prince-Edward (initialement connue sous le nom de Prince Edouard) fut une circonscription électorale fédérale de l'Ontario, représentée de 1867 à 1904.
C'est l'Acte de l'Amérique du Nord britannique de 1876 qui créa le district électoral de Prince Edouard. Prince Edouard devint Prince-Edward en 1903. Abolie en 1924, elle fut incorporée dans Prince Edward—Lennox.
Une nouvelle circonscription de Prince Edward est a été créée en 1976 avec des parties d'Hastings et de Prince Edward—Hastings. Celle-ci fut fusionnée dans Prince Edward—Hastings avant les élections de 1979.

## Géographie
En 1867, la circonscription de Prince Edouard comprenait :
- Le comté de Prince Edward

## Députés
1. 1867-1878 — Walter Ross, PLC
2. 1878-1882 — James Simeon McCuaig, CON
3. 1882-1891 — John Milton Platt, PLC
4. 1891-1896 — Archibald Campbell Miller, CON
5. 1896-1900 — William Varney Pettet, Patrons of Industry
6. 1900-1908 — George Oscar Alcorn, CON
7. 1908-1911 — Morley Currie, PLC
8. 1911-1921 — William Bernard Rickart Hepburn, CON
9. 1921-1925 — John Hubbs, CON

- CON = Parti conservateur du Canada (ancien)
- PLC = Parti libéral du Canada